# Lasar Alexandrowitsch Schaulow

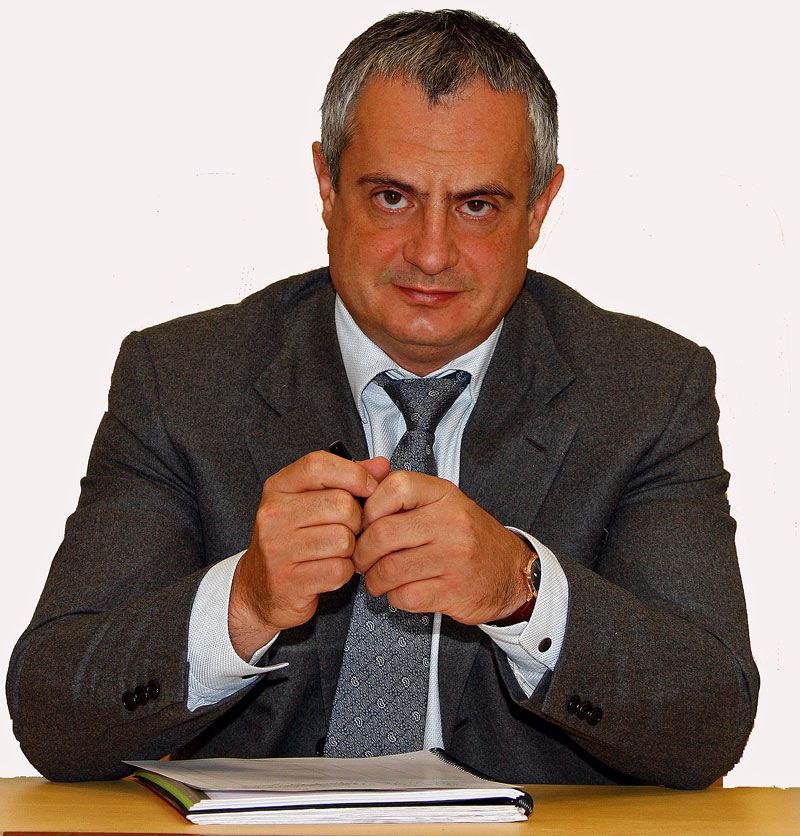
Lasar Schaulow um 2013

Lasar Alexandrowitsch Schaulow (russisch Лазарь Александрович Шаулов) ist ein russischer Unternehmer, Gründer und Vorsitzende der Unternehmensgruppe Unitile bis 2014.

## Biografie
Schaulow wurde am 18. Februar 1969 in der Stadt Chassawjurt (Dagestanische ASSR) in einer Lehrerfamilie geboren. Sein Vater Alexander Lasarewitsch Schaulow (7. Juni 1935 – 7. Dezember 2002) war Kandidat der Geschichtswissenschaften. Seine Mutter, Tamara Iwanowna Schaulowa (geb. 9. September 1940, geborene Chripko), war Mittelschullehrerin. 1971 zog die Familie in Persianowski, Oblast Rostow, wo sein Vater als Geschichtslehrer gearbeitet hat. Nach dem Schulabschluss in Nowotscherkassk studierte Lasar Schaulow an der Landwirtschaftlichen Fachhochschule des Dongebiets, wo er einer der besten Studenten war. Nach dem Betriebspraktikum nach dem 2. Studienjahr verließ Schaulow diese Lehranstalt, weil er mit den Aussichten nach dem Fachhochschulabschluss unzufrieden war. 1988 arbeitete er als Lehrling an der Elektrolokomotivenfabrik Nowotscherkassk, in zwei Jahren aber kündigte er die Arbeit, um in die Fußstapfen seines Vaters zu treten. Nach zweijährigen Vorbereitung wurde Schaulow in die historische Fakultät der Rostower Staatlichen Universität immatrikuliert, die er 1995 mit der Abschlussarbeit über die Rolle des ausländischen Kapitals während der ersten industriellen Revolution absolvierte.

## Karriere
Lasar Schaulow begann seine Karriere in der Studentenzeit. Zunächst arbeitete er auf einem Mähdrescher 1987/1988, später beschäftigte er sich mit dem Einzelhandel in Rostow am Don. 1993 war er unter fünf Aktienbesitzer der Halbgroßhandelgesellschaft „Lidija“ und besaß 20 Prozent des Aktienkapitals sowie des Aktienstimmrechtes. Der nächste Geschäftsbereich des Unternehmens war das erste nationale Kreditprogramm in Zusammenarbeit mit der Rostower Bank Zentrinvest. 1994 gründete und leitete Schaulow die Firma „Finansovy Sputnik“ (Finanzberater) und anschließend mehrere andere Unternehmen, die an Börsengeschäften beteiligt waren.
1998 übernahm er die Stelle des Generaldirektors des in der Stadt Schachty (Oblast Rostow) ansässigen Werks „Strojfarfor“, das Keramikfliesen herstellte und wurde schließlich zum einzigen Aktionär und Inhaber von 100 Prozent der Unternehmensaktien. In dieser Zeit verbesserte das Werk seine Produktionsprozesse und entwickelte sich zur Holding-Familie Unitile, die 2007 gegründet wurde und auch eine Keramikfabrik mit Sitz in Woronesch und das Werk „Quarz“ in Sankt Petersburg umfasste. Bis 2008 kontrollierte die Gruppe über 20 Prozent des inneren Keramikfliesenmarktes.

## Unternehmensstreit
Die Holding-Gesellschaft wurde von der Finanzkrise 2007–2008 betroffen, was zum hohen Passivniveau, which reached 6,3 billion rubles by 2012 geführt hat, der 2012 6,3 Milliarden Rubel erreiche. Schaulow blieb der einzige Aktienbesitzer vom Werk „Strojfarfor“ and ernannte Leonid Majewski zum Generaldirektor der Holding. Jedoch verweigerte Majewski, die Verpflichtungen zur Schuldenrückzahlung von Unitile zu erfüllen, was zu einem Unternehmenskonflikt führte. Der Streit wurde beigelegt, nachdem Schaulow die effektive Kontrolle über die Holding zugunsten der Investmentgesellschaft A1 (Teil der Alfa Group) übergeben hatte.

## Politische Tätigkeit
Lasar  Schaulow wurde zum Abgeordneten der Gesetzgebenden Versammlung der Oblast Rostow für zwei Wahlperioden gewählt. Das erste Mal im Oktober 2005 nach der Stichwahl im Wahlbezirk  Nr. 11 in der Stadt Schachty mit 70,25 Prozent der Stimmen.  Das nächste Mal im März 2008 (4. Wahlperiode der Versammlung) in demselben Wahlbezirk.

## Privatleben
Lasar Schaulow ist verheiratet und hat 5 Kinder.